# Allonge (Werbung)
Die Allonge (aˈlõːʒə, aus dem franz.: Anhang) ist werbesprachlich ein Anhang an einen Werbefilm oder einen Radiospot. 
Ein Beispiel ist die schriftliche oder akustische Aufführung von Händler- oder Bezugsadressen im Anschluss an eine Filmsequenz oder einen Werbespot im Radio. So wird z. B. oft bei Kinowerbung die Produktwerbung für Markenartikel durch die Nennung eines lokalen Händlers und/oder Aufführung eines bekannten Firmenauftritts für den lokalen oder zeitlich begrenzten Einsatz (Diese Woche besonders günstig bei …) angepasst.